# Потенца, Алессандро
Алессандро Потенца (итал. Alessandro Potenza; род. 8 марта 1984[…], Сан-Северо, Фоджа) — итальянский футболист, правый защитник.

## Карьера
Алессандро Потенца — воспитанник клуба «Фоджа», где он играл 6 лет. Оттуда он уехал в «Интернационале», с которым выиграл юношеский чемпионат Италии и участвовал в турнире Виареджо. 4 декабря 2002 года Потенца дебютировал в основном составе клуба в матче Кубка Италии с «Бари». В 2003 году Потенца был арендован «Анконой», в составе которой сыграл 1 матч. Затем футболист, в январе 2004 года, был арендован «Пармой», где стал игроком основного состава. В сезоне 2004/05 Потенца выступал за «Парму» и клуб «Кьево», проведя за сезон 20 игр. В следующем году Алессандро был арендован «Мальоркой», за которую сыграл 17 матчей.
В июне 2006 года Потенца был куплен клубом «Фиорентина». В первом сезоне он провёл за команду 17 игр и забил свой первый мяч в серии A, поразив 23 декабря 2006 года ворота «Мессины». В сезоне 2007/08 он сыграл лишь в 15 матчах и 1 июля 2008 года перешёл в «Дженоа», заплатившую за трансфер футболиста 2,2 млн евро. Там игрок провёл половину сезона, сыграв лишь в 5 матчах. 31 января 2009 года Потенца перешёл в «Катанию», купившую половину стоимости трансфера футболиста. 8 февраля он дебютировал в составе команды в игре с «Ювентусом», а 21 февраля забил первый мяч, поразив ворота «Реджины». За клуб футболист сыграл в 11 матчах, часть сезона пропустив из-за травмы. Перед сезоном 2009/10 «Катания» выкупила возможность Потенцы остаться в составе команды ещё на год, а не возвращаться в «Дженоа». В этом сезоне Алессандро провёл 19 матчей. Летом 2010 года вновь зашла речь о возвращении Потенцы в Геную; клубы не договорились и 26 июня провели аукцион, по которому «Катания» выкупила возможность Алессандро выступать в сезоне 2010/11 в составе этой команды.
В феврале 2012 года Потенца получил разрыв крестообразных связок колена и выбыл из строя на полгода.

## Международная карьера
С 2004 по 2007 год Потенца играл за молодёжную сборную Италии. Он участвовал в двух молодёжных чемпионатах Европы в 2004 и 2006 годах, во втором из которых забил первый гол «Скуадры Адзуррини» в игре с Данией. Из-за травмы Потенца был вынужден пропустить молодёжное европейское первенство 2007 года.

## Достижения
- Победитель юношеского чемпионат Европы до 19 лет (1): 2003
- Победитель молодёжного чемпионата Европы (1): 2004